# Años 1100
Los años 1100 o década del 1100 empezó el 1 de enero del 1100 y terminó el 31 de diciembre de 1109.

## Eventos
- 2 de agosto de 1100: el rey Guillermo II muere en un accidente de caza en New Forest. Sir Walter Tirel es acusado de haber disparado la flecha,[1] pero huye del país para evitar un juicio. Enrique I reclama el trono.
- 5 de agosto de 1100: Enrique I es coronado rey de Inglaterra en la Abadía de Westminster. El poder del nuevo monarca está mal asegurado, y para apaciguar a los barones tiene que otorgarles la Carta de las Libertades, uno de los primeros ejemplos de constitución escrita en Europa.

## Personas destacadas
- Alfonso I de Aragón, rey de Aragón y de Pamplona.
- Pascual II, papa.
- Batalla de Melitene